# Feminicidio de Sheyla Cóndor
Sheyla Cóndor (Tarma, 7 de abril de 1998 - Lima, 13 de noviembre de 2024) fue una joven peruana de 26 años víctima de un presunto feminicidio. Fue vista por última vez la tarde del 13 de noviembre de 2024 saliendo de su domicilio ubicado en el distrito de Santa Anita, Lima, a donde había emigrado desde la región Junín. Ese mismo día por la noche su madre se acercó a la comisaría de Santa Anita para reportar su desaparición y la policía no la admitió, a pesar de existir un protocolo para personas desaparecidas en Perú.
El 16 de noviembre de 2024 su cuerpo fue hallado sin vida en el Condominio Torres de las Praderas en Comas, Lima, Perú. De acuerdo a Policía Nacional del Perú (PNP), el principal sospechoso de su desaparición y muerte es el suboficial de la PNP Darwin Condori. Días más tarde, el 19 de noviembre, el sospechoso fue hallado sin vida en un hotel de San Juan de Lurigancho; la PNP indicó que se suicidó.
El 19 de noviembre Sheyla Cóndor fue enterrada en su pueblo natal, el distrito de Huasahuasi, Tarma, Junín. El presunto feminicidio de Sheyla Cóndor generó un fuerte impacto en la sociedad, una visibilización de la crisis policial y el pronunciamiento del movimiento de feminista peruano.    

## La desaparición y presunto feminicidio
Sheyla Cóndor y Darwin mantenían un grado de vinculación amical y habían acordado que Sheyla cuidaría a la mascota de Darwin en su casa en Comas.  La tarde del 13 de noviembre, Sheyla no asistió a trabajar al restaurante de su tío, esto alertó a su madre, Elsa Torres Vivanco. Ese mismo día por la noche Torres Vivanco intentó denunciar la desaparición de su hija en la comisaría de Santa Anita. Sin embargo, la policía se negó a tomar la denuncia y desestimando la búsqueda de la joven, porque, alegaron, era mayor de edad; asimismo hicieron un comentario sexista, al indicar que "se había ido con algún noviecito y que ya regresaría pronto".
Dada la negativa de la policía a investigar el caso, su familia inició la búsqueda de información y encontró las comunicaciones entre Sheyla y Darwin Condori en su ordenador. Al día siguiente, llevaron esta información a la comisaría de Santa Anita, pero la policía volvió a negarse a investigar, alegando esta vez que no era su jurisdicción. Fueron a la comisaría de Santa Luzmila, en Comas, pero inicialmente no quisieron recibir la denuncia; no lo hicieron hasta el viernes 15 de noviembre.
Los restos de Sheyla Cóndor fueron encontrados el 16 de noviembre, en una maleta y una bolsa en el departamento de  Darwin Condori. Los vecinos del condominio Las Praderas habían reportado un olor inusual, por lo que la policía ingresó al departamento de Condori junto a la madre de Sheyla. Las cámaras de seguridad grababan a Condori en la comisaría en el momento en que Sheyla fue encontrada.
El suboficial PNP Darwin Condori tenía antecedentes de violencia de género. En enero de 2023, tres jóvenes menores de 30 años denunciaron a Condori y a dos suboficiales de que fueron dopadas y violadas sexualmente. Si bien, la Fiscalía de la Nación planteó la prisión preventiva, el Poder Judicial la rechazó. Además, en la inspección del lugar, se encontró libros de Abimael Guzmán y Franz Kafka, lo que llevó a calificar que Condori llevaba una vida atormentada.
El 19 de noviembre, el sospechoso fue hallado sin vida en un hotel de San Juan de Lurigancho, la PNP indicó que se suicidó. Durante la inspección de la habitación donde había vivido el sospechoso, se descubrieron irregularidades en el tratamiento que el Ministerio del Interior reconoció. Días después, fue enterrado en estricto privado en Huancayo. El ministro del Interior, Juan José Santiváñez, ordenó que ningún agente policial asistiera al evento.

## Caso judicial
En noviembre, el Congreso de la República citó al ministro del Interior para que rindiera cuentas y afirmó que los efectivos policiales implicados en el caso habrían cometido el delito de omisión de funciones.
En diciembre de 2024 el caso por presunto feminicidio de Sheyla Cóndor estuvo a cargo de la Quinta Fiscalía Especializada en Violencia Contra las Mujeres, la Décima Fiscalía Penal de Lima Norte y la Primera Fiscalía Penal de Lima Este. Se ha incorporado en la investigación a la PNP como tercero civil responsable. También se anunció que investigarán a los policías que se negaron a recibir la denuncia y al grupo policial Grecco por las irregularidades en el levantamiento del cadáver del suboficial Darwin Condori.

## Impacto social y activismo feminista
El 23 de noviembre de 2024, en la ciudad de Lima, se realizó la marcha por el Día Internacional de la Eliminación de la Violencia contra la Mujer. El feminicidio de Sheyla Cóndor, actualmente en investigación fiscal, generó un fuerte impacto en la sociedad y tuvo la cobertura de diversos medios de comunicación nacionales e internacionales. También hubo pronunciamientos del movimiento de feminista peruano, exigiendo justicia por el caso de Sheyla Cóndor y denunciaron que desaparecen 36 mujeres por día en el Perú. Su caso recordó las negligencias reportadas años atrás en el caso de desaparición de la joven activista Solsiret Rodríguez.
El 24 de noviembre, el ministro del Interior, Juan José Santiváñez, se disculpó durante una entrevista en el programa dominical Punto final. Reconoció que no había atendido la denuncia por la desaparición de Cóndor y anunció que se están llevando a cabo actividades de concienciación con el Ministerio de la Mujer para mejorar la respuesta policial en estos casos.